# Seventy Two Changes
Seventy Two Changes是美國服裝公司Truth & Pride和臺灣歌手蔡依林於2009年在紐約共同創立的服裝品牌，業務後擴展至中國大陸、香港、臺灣、新加坡及馬來西亞等地。2011年因美國和中國大陸股東間經營理念分歧而結束營運。

## 歷史
Ken Erman曾任美國服裝品牌L.A.M.B.總裁及共同創辦人，熱愛多種音樂類型，期望結合音樂和時尚。他來自時尚世家，家族擁有總部位於賓夕法尼亞州的服裝公司Notations。Erman在家族企業積累12年服裝行業經驗，期間在亞洲多地出差並建立合作關係，深化對時尚的認識。2003年，他和美國歌手Gwen Stefani共同創立L.A.M.B.品牌。多年後，他關注快速成長的亞洲市場，並和Truth & Pride總裁林世璿在臺灣會見蔡依林，三方因共享品牌理念促成Seventy Two Changes品牌誕生。蔡依林成為首位和美國服裝公司成功合作的亞洲明星，品牌結合東西方文化，面向全球市場推出設計。
2009年2月，Seventy Two Changes在紐約創立，品牌名稱取自蔡依林2003年專輯《看我72變》，象徵多樣風格。蔡依林出席紐約曼哈頓蘇荷區品牌發布會，宣布首季服裝主題為「音樂」，設有「Rocker Chic」、「Disco Glamour」、「Street Jazz」、「Girly Sweet」四大系列，共計一百款，將於美國十二座城市的諾德斯特龍百貨銷售，並計劃同年拓展亞洲市場。2009年8月，蔡依林於舊金山發布會宣布品牌開始於臺灣、香港、新加坡及馬來西亞部分地區販售，銷售城市增至三十座。她表示首季秋冬款銷售表現良好，股東要求未來每季設計三百款，該季銷售約一百萬美元，春夏第二季銷售較首季增長百分之六十。
2010年2月，蔡依林出席紐約秋冬新品發布會，該季服裝主題為「佛朗明哥」，包括「流行電音」、「搖滾都市」、「吉普賽迷情」、「不敗奢華」四個系列。同月，品牌於中國上海大上海時代廣場開設首家旗艦店並舉行發布會，正式進入中國大陸市場。2011年，因品牌美國和中國大陸股東經營理念分歧，加之蔡依林和品牌的兩年設計師合約屆滿，蔡依林退出設計師職務，表示未來可能另創服裝品牌於網購平台販售，Erman則將重心轉向Truth & Pride經營。

## 軼聞
2009年4月，中國湖南省湘潭市出現一家名為「72變 Seventy Two Changes」的服裝店，店名和蔡依林的服裝品牌幾乎完全相同。該店被網友發現並拍照上傳網路，引發廣泛討論。蔡依林回應表示，她的服裝品牌並未在湘潭設有實體店，而其經紀公司則聲明將保留法律追訴權，並呼籲相關業者停止違法行為。

## 外部連結
- Seventy Two Changes（已關閉）
- Truth and Pride